# هولتساپل
هولتساپل (به آلمانی: Holzappel) یک شهر در آلمان است که در Verbandsgemeinde Diez واقع شده‌است. هولتساپل ۱٬۱۱۰ نفر جمعیت دارد.